# Heike Baehrens
Heike Baehrens (ur. 21 września 1955) - polityk niemiecka, od 2013 roku jest posłanką do Bundestagu z ramienia partii SPD.